# Broadlands, Illinois
Broadlands là một làng thuộc quận Champaign, tiểu bang Illinois, Hoa Kỳ. Năm 2010, dân số của làng này là 349 người.

## Dân số
Dân số qua các năm:
- Năm 2000: 312 người.
- Năm 2010: 349 người.